# Konklave 2005

Wappen des Kardinalkämmerers Eduardo Martínez Somalo während der Sedisvakanz

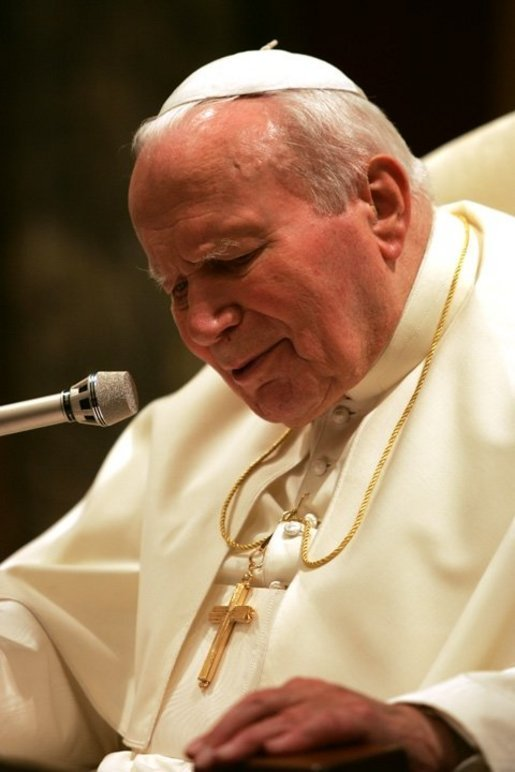
Johannes Paul II. († 2. April 2005)

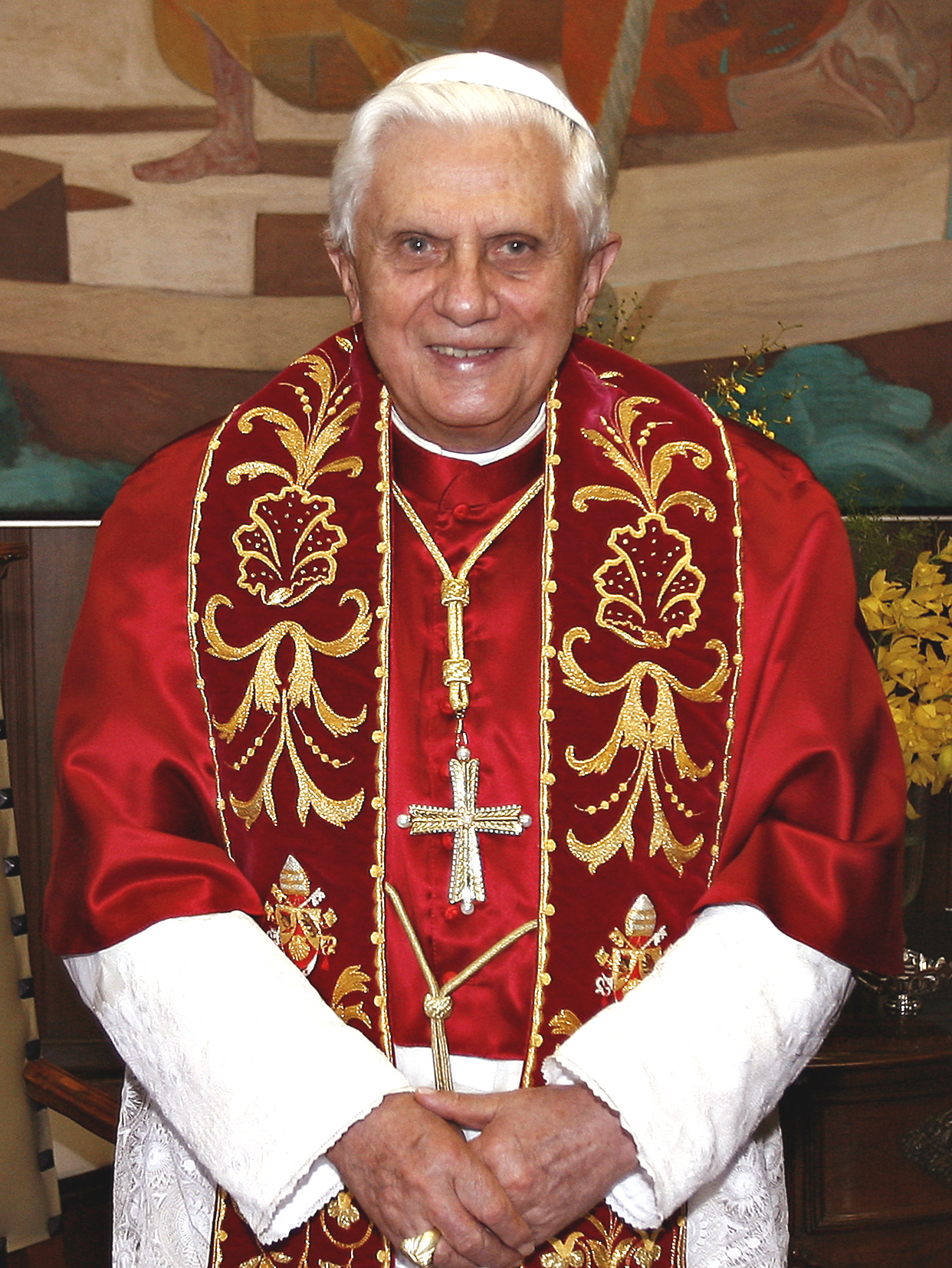
Benedikt XVI. (gewählt am 19. April 2005)

Das Konklave 2005 war die Wahlversammlung der Kardinäle zur Wahl des Nachfolgers von Johannes Paul II. am 18. und 19. April 2005. Zum Papst gewählt wurde Joseph Kardinal Ratzinger, der den Namen Benedikt XVI. annahm.

## Allgemeines
Als Kardinaldekan berief Joseph Ratzinger die Kardinäle zum Konklave ein, das nach einem von ihm geleiteten Gottesdienst im Petersdom am Nachmittag des 18. April 2005 in der Sixtinischen Kapelle zusammentrat. Ratzinger hielt eine vielbeachtete, gegen Materialismus und Relativismus gerichtete Predigt. Die Papstwahl fand erstmals nach der neuen Wahlordnung statt, die Papst Johannes Paul II. 1996 in dem apostolischen Sendschreiben Universi Dominici Gregis festgelegt hatte.
Wie bei den vorigen Konklaven im August 1978 und Oktober 1978 waren nur Kardinäle stimmberechtigt, die am Todestag des Papstes, dem 2. April 2005, das 80. Lebensjahr noch nicht vollendet hatten. Von den 117 Wahlberechtigten waren Jaime Lachica Sin und Adolfo Antonio Suárez Rivera aus Krankheitsgründen verhindert. Mit 115 hatte das Konklave 2005 mehr Teilnehmer als jedes zuvor.
Bis auf Joseph Ratzinger und William Wakefield Baum waren alle Teilnehmer von Johannes Paul II. zu Kardinälen ernannt worden. Der Kardinalprotodiakon, der traditionsgemäß das Ende des Konklaves und den Namen des neuen Papstes bekannt gibt, war Jorge Arturo Medina Estévez.
Als papabile, für das Papstamt geeignet, galten vor dem Konklave Joseph Ratzinger, Carlo Maria Martini, Camillo Ruini, Jorge Mario Bergoglio und Angelo Sodano.
Während der Sedisvakanz vom 2. April 2005 bis zum 19. April 2005 wurden die genannten Ämter von folgenden Personen ausgeübt:
- Camerlengo: Eduardo Kardinal Martínez Somalo
- Kardinaldekan: Joseph Kardinal Ratzinger (wurde im Konklave zum Papst Benedikt XVI. gewählt)
- Subdekan des Kardinalskollegiums: Angelo Kardinal Sodano
- Päpstlicher Zeremonienmeister: Erzbischof Piero Marini
- Kardinalvikar für die Diözese Rom: Camillo Kardinal Ruini
- Kanzler der Apostolischen Kammer: Enrico Serafini
- Almosenier Seiner Heiligkeit: Erzbischof Oscar Rizzato
- Generalvikar für die Vatikanstadt: Erzbischof Angelo Comastri
- Erzpriester der Vatikanbasilika: Francesco Kardinal Marchisano

### Teilnehmende Kardinäle
Die folgenden 115 Kardinäle nahmen am Konklave 2005 teil (Aufzählung in alphabetischer Reihenfolge):
- Geraldo Majella Agnelo ( Brasilien)
- Bernard Agré ( Elfenbeinküste)
- Francisco Álvarez Martínez ( Spanien)
- Aloysius Ambrozic ( Kanada)
- Carlos Amigo Vallejo OFM ( Spanien)
- Ennio Antonelli ( Italien)
- Francis Arinze ( Nigeria)
- Audrys Juozas Bačkis ( Litauen)
- Philippe Barbarin ( Frankreich)
- William Wakefield Baum ( Vereinigte Staaten)
- Jorge Mario Bergoglio SJ ( Argentinien)
- Tarcisio Bertone SDB ( Italien)
- Giacomo Biffi ( Italien)
- Josip Bozanić ( Kroatien)
- Agostino Cacciavillan ( Italien)
- Ricardo María Carles Gordó ( Spanien)
- Darío Castrillón Hoyos ( Kolumbien)
- Marco Cé ( Italien)
- Juan Luis Cipriani Thorne ( Peru)
- Desmond Connell ( Irland)
- Godfried Danneels ( Belgien)
- Ignatius Moussa I. Daoud ( Syrien)
- Julius Riyadi Darmaatmadja SJ ( Indonesien)
- Salvatore De Giorgi ( Italien)
- Ivan Dias ( Indien)
- Edward Michael Egan ( Vereinigte Staaten)
- Francisco Javier Errázuriz Ossa Schönstatt-Patres ( Chile)
- Frédéric Etsou-Nzabi-Bamungwabi CICM ( Demokratische Republik Kongo)
- Péter Erdő ( Ungarn)
- José Freire Falcão ( Brasilien)
- Francis George OMI ( Vereinigte Staaten)
- Michele Giordano ( Italien)
- Józef Glemp ( Polen)
- Zenon Grocholewski ( Polen)
- Stephen Fumio Hamao ( Japan)
- Julián Herranz ( Spanien)
- Cláudio Hummes OFM ( Brasilien)
- Ljubomyr Husar MSU ( Ukraine)
- Marian Jaworski ( Ukraine)
- Walter Kasper ( Deutschland)
- William Henry Keeler ( Vereinigte Staaten)
- Michael Michai Kitbunchu ( Thailand)
- Bernard Francis Law ( Vereinigte Staaten)
- Karl Lehmann ( Deutschland)
- Nicolás de Jesús López Rodríguez ( Dominikanische Republik)
- Alfonso López Trujillo ( Kolumbien)
- Javier Lozano Barragán ( Mexiko)
- Jean-Marie Lustiger ( Frankreich)
- Franciszek Macharski ( Polen)
- Roger Michael Mahony ( Vereinigte Staaten)
- Adam Joseph Maida ( Vereinigte Staaten)
- Francesco Marchisano ( Italien)
- Eduardo Martínez Somalo ( Spanien) (Camerlengo)
- Carlo Maria Martini SJ ( Italien)
- Renato Raffaele Martino ( Italien)
- Theodore McCarrick ( Vereinigte Staaten)
- Jorge Arturo Medina Estévez ( Chile) (Kardinalprotodiakon)
- Joachim Meisner ( Deutschland)
- Cormac Murphy-O’Connor ( Vereinigtes Königreich)
- Wilfrid Fox Napier OFM ( Südafrika)
- Attilio Nicora ( Italien)
- Miguel Obando Bravo SDB ( Nicaragua)
- Keith Patrick O’Brien ( Vereinigtes Königreich)
- Anthony Olubunmi Okogie ( Nigeria)
- Jaime Ortega ( Kuba)
- Marc Ouellet PSS ( Kanada)
- Bernard Panafieu ( Frankreich)
- László Paskai OFM ( Ungarn)
- George Pell ( Australien)
- Polycarp Pengo ( Tansania)
- Jean-Baptiste Phạm Minh Mẫn ( Vietnam)
- Severino Poletto ( Italien)
- José da Cruz Policarpo ( Portugal)
- Mario Francesco Pompedda ( Italien)
- Paul Poupard ( Frankreich)
- Jānis Pujats ( Lettland)
- Vinko Puljić ( Bosnien und Herzegowina)
- Rodolfo Quezada Toruño ( Guatemala)
- Joseph Ratzinger ( Deutschland) (zu Benedikt XVI. gewählt)
- Armand Gaétan Razafindratandra ( Madagaskar)
- Giovanni Battista Re ( Italien)
- Justin Francis Rigali ( Vereinigte Staaten)
- Norberto Rivera Carrera ( Mexiko)
- Óscar Rodríguez Maradiaga SDB ( Honduras)
- Antonio María Rouco Varela ( Spanien)
- Pedro Rubiano Sáenz ( Kolumbien)
- Camillo Ruini ( Italien) (Kardinalvikar)
- Juan Sandoval Íñiguez ( Mexiko)
- José Saraiva Martins CMF ( Portugal)
- Eusébio Scheid SCJ ( Brasilien)
- Christoph Schönborn OP ( Österreich)
- Henri Schwery ( Schweiz)
- Angelo Scola ( Italien)
- Sergio Sebastiani ( Italien)
- Crescenzio Sepe ( Italien)
- Peter Seiichi Shirayanagi ( Japan)
- Adrianus Johannes Simonis ( Niederlande)
- Angelo Sodano ( Italien)
- James Francis Stafford ( Vereinigte Staaten)
- Georg Sterzinsky ( Deutschland)
- Edmund Casimir Szoka ( Vereinigte Staaten)
- Jean-Louis Tauran ( Frankreich)
- Julio Terrazas Sandoval CSsR ( Bolivien)
- Dionigi Tettamanzi ( Italien)
- Telesphore Placidus Toppo ( Indien)
- Christian Wiyghan Tumi ( Kamerun)
- Jean-Claude Turcotte ( Kanada)
- Peter Turkson ( Ghana)
- Ricardo J. Vidal ( Philippinen)
- Varkey Vithayathil CSsR ( Indien)
- Miloslav Vlk ( Tschechien)
- Emmanuel Wamala ( Uganda)
- Friedrich Wetter ( Deutschland)
- Thomas Stafford Williams ( Neuseeland)
- Gabriel Zubeir Wako ( Sudan)

Wahlberechtigt, aber krankheitsbedingt abwesend waren:
- Jaime Lachica Sin ( Philippinen)
- Adolfo Antonio Suárez Rivera ( Mexiko)

Von den 115 Kardinälen dieses Konklaves kamen 58 aus Europa, Lateinamerika war mit 20 Kardinälen vertreten, Nordamerika (ohne Mexiko) mit 14, Afrika mit 11, Asien mit 10 und Ozeanien sowie der Nahe Osten je mit einem. Auf die Länder waren die Kardinäle wie folgt verteilt:

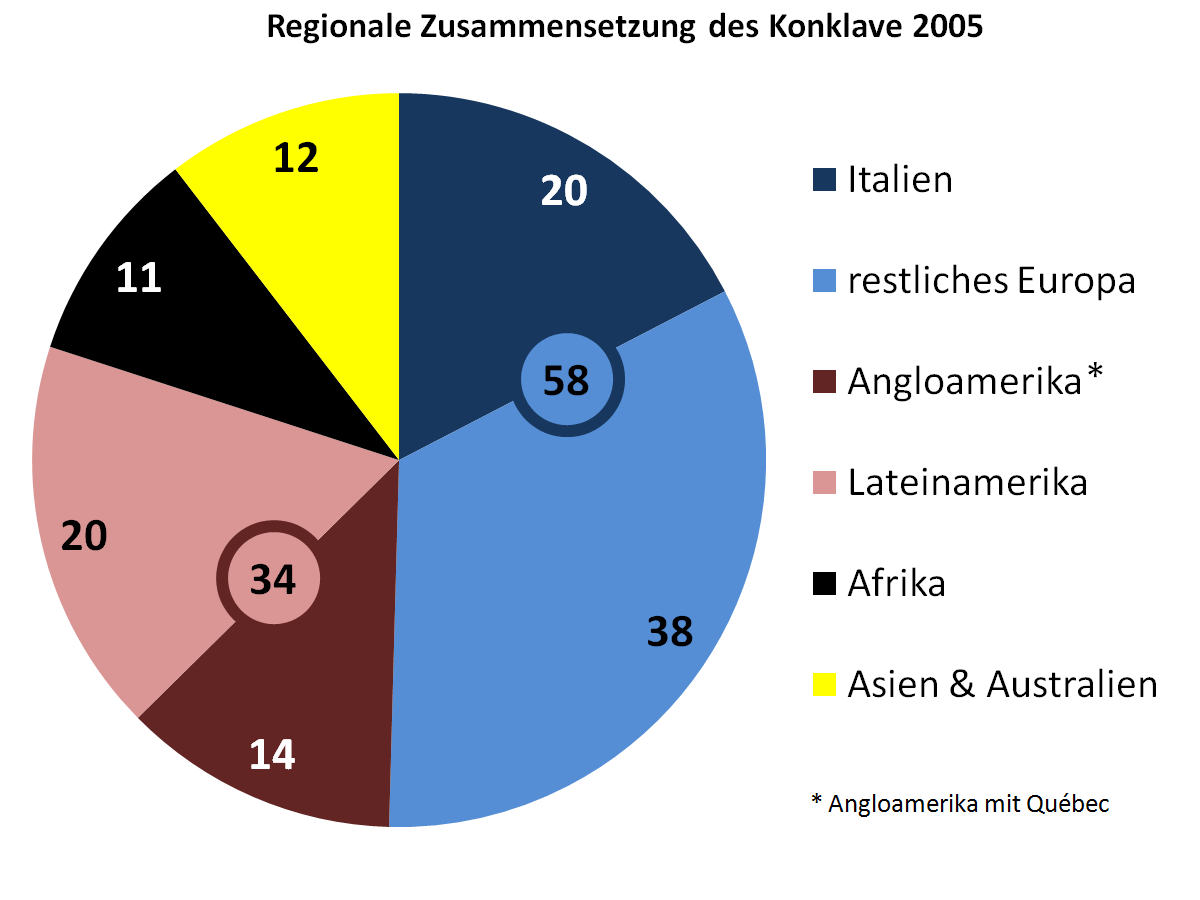
Regionale Zusammensetzung des Konklave

| Land | wahlberechtigte Kardinäle |
| --- | ------------------------- |
| Italien | je 20                     |
| Vereinigte Staaten | je 11                     |
| Deutschland, Spanien | je 06                     |
| Frankreich | je 05                     |
| Brasilien, Mexiko | je 04                     |
| Indien, Kanada, Kolumbien, Polen | je 03                     |
| Chile, Japan, Nigeria, Philippinen, Portugal, Ukraine, Ungarn, Vereinigtes Königreich | je 02                     |
| Argentinien, Australien, Belgien, Bolivien, Bosnien-Herzegowina, Dominikanische Republik, Elfenbeinküste, Ghana, Guatemala, Honduras, Indonesien, Irland, Kamerun, Demokratische Republik Kongo, Kroatien, Kuba, Lettland, Litauen, Madagaskar, Niederlande, Neuseeland, Nicaragua, Österreich, Peru, Südafrika, Sudan, Schweiz, Syrien, Tansania, Thailand, Tschechien, Uganda, Vietnam | je 01                     |

## Wahlablauf

### Wahlgänge
Bei 115 Wahlberechtigten lag die erforderliche Zweidrittelmehrheit bei 77 Stimmen. Für die Wahl waren vier Wahlgänge nötig. Deren Ende wurde mit den traditionellen Rauchzeichen aus dem Schornstein der Sixtinischen Kapelle mitgeteilt (schwarzer Rauch, wenn keine Mehrheit gefunden wurde, weißer Rauch bei erfolgreicher Wahl). Schwarzer Rauch war sichtbar am 18. April kurz nach 20:00 Uhr und am 19. April gegen 11:50 Uhr (gemeinsam für den zweiten und dritten Wahlgang). Weißer Rauch kündigte am 19. April gegen 17:50 Uhr an, dass ein neuer Papst gewählt war. Zunächst war nicht klar, ob es sich um weißen oder schwarzen Rauch handelte. Der niederländische Kardinal Adrianus Johannes Simonis erklärte dazu, dass es Probleme mit der Entzündung der Wahlzettel gegeben hatte. Kurz darauf läuteten die Glocken des Petersdomes. Mit einer Dauer von rund 26 Stunden war diese Wahl die kürzeste in der jüngeren Kirchengeschichte nach dem Konklave von 1939, das nach drei Wahlgängen zur Wahl Pius’ XII. führte. Die Wahl und insbesondere der aufsteigende Rauch lenkten großes Medieninteresse auf sich und ließen etwa 100.000 Gläubige sich auf dem Petersplatz versammeln.

### Verlauf und Ausgang
Dem Kardinal Angelo Sodano als Subdekan des Kardinalskollegiums kam die Frage zu: Acceptasne electionem de te canonice factam in Summum Pontificem? („Nimmst du deine kanonische Wahl zum Papst an?“). Der chilenische Kardinalprotodiakon Jorge Arturo Medina Estévez verkündete um 18:41 Uhr, dass ein neuer Papst gewählt sei. Die vollständige Formel lautete auf Latein:

“Annuntio vobis gaudium magnum. Habemus Papam: Eminentissimum ac Reverendissimum Dominum, Dominum Iosephum, Sanctae Romanae Ecclesiae Cardinalem Ratzinger, qui sibi nomen imposuit Benedicti Decimi Sexti.”

„Ich verkünde euch große Freude. Wir haben einen Papst: Seine Eminenz, den hochwürdigsten Herrn Joseph, der Heiligen Römischen Kirche Kardinal Ratzinger, der sich den Namen Benedikt der Sechzehnte gegeben hat.“

Um 18:48 Uhr zeigte sich der neue Papst erstmals auf der Benediktionsloggia der Peterskirche und richtete folgende Worte – in italienischer Sprache – an die auf dem Petersplatz versammelten Menschen:

„Liebe Schwestern und Brüder! Nach einem großen Papst Johannes Paul II. haben die Herrn Kardinäle mich gewählt, einen einfachen und bescheidenen Arbeiter im Weinberg des Herrn. Mich tröstet die Tatsache, daß der Herr auch mit ungenügenden Werkzeugen zu arbeiten und zu wirken weiß. Vor allem vertraue ich mich euren Gebeten an. In der Freude des auferstandenen Herrn und im Vertrauen auf seine immerwährende Hilfe gehen wir voran. Der Herr wird uns helfen, und Maria, seine allerseligste Mutter, steht uns zur Seite. Danke.“

Anschließend spendete er den päpstlichen Segen Urbi et orbi.
Der gewählte Kardinal Ratzinger war im Gegensatz zu seinem Vorgänger schon im Vorfeld als einer von mehreren Kandidaten („papabili“) gehandelt worden. Zum Zeitpunkt der Wahl war er bereits 78 Jahre alt. Über den genauen Verlauf der Wahl sind zunächst keine genauen Informationen bekannt geworden, insbesondere über die Anzahl der Stimmen, mit denen Ratzinger gewählt wurde. Gemäß Meldungen kurz nach der Wahl erreichte er über 100 Stimmen und konnte damit die meisten der 115 Kardinäle hinter sich versammeln. Der Wiener Erzbischof Christoph Kardinal Schönborn erklärte, dass es im Konklave keinen Richtungsstreit gegeben habe. Am 23. September 2005 meldete der italienische TV-Sender RAI jedoch, dass 84 Kardinäle bei der Papstwahl am Nachmittag des 19. April 2005 für Joseph Kardinal Ratzinger gestimmt hätten. Als Quelle führte der Sender das Tagebuch eines anonymen Mitglieds des Konklaves an. Den zweiten Platz soll der Argentinier Jorge Mario Kardinal Bergoglio belegt haben, der als Papst Franziskus acht Jahre später Benedikts Nachfolger wurde.
| Kardinal   | 18.04. | 19.04.  | 19.04.  | 19.04.  |
| Kardinal   | I      | II      | III     | IV      |
| ---------- | ------ | ------- | ------- | ------- |
| Ratzinger  | 47     | 65      | 72      | 84      |
| Bergoglio  | 10     | 35      | 40      | 26      |
| Sodano     | 04     | 04      |         |         |
| Tettamanzi | 02     | 02      |         |         |
| Martini    | 09     |         |         |         |
| Ruini      | 06     |         |         |         |
|            | 82/115 | 106/115 | 112/115 | 110/115 |
| …          |        |         |         |         |

Ratzinger erzählte bei einer Ansprache im April 2005, ihm sei nach den ersten Wahlgängen „schwindlig zumute“ gewesen, als er erkannte, dass „sozusagen das Fallbeil auf mich herabfallen würde“. Daraufhin habe ihm ein Kardinal in einem kurzen Brief geschrieben: „Wenn der Herr nun zu Dir sagen sollte ‚Folge mir‘, dann erinnere Dich, was Du gepredigt hast. Verweigere Dich nicht! Sei gehorsam, wie Du es vom großen heimgegangenen Papst gesagt hast.“ Christoph Schönborn bestätigte 2023, den Brief an Ratzinger im Rahmen der Kardinalsversammlung geschrieben zu haben.
Bergoglio schilderte in seinem Buch „Der Nachfolger“ (2024), er habe am 19. April 2005 eine Strategie mehrerer Kardinäle durchschaut, ihn zu wählen, um Ratzinger als Papst zu verhindern. Hätte Ratzinger an diesem Tag keine Zweidrittelmehrheit erreicht, dann hätte dies wahrscheinlich die Suche nach einem anderen Kandidaten zur Folge gehabt. Bergoglio meinte, dass die Gruppe von Kardinälen „keinen ‚ausländischen‘ Papst wollte“. Laut seinem Biografen Austen Ivereigh habe Bergoglio „fast unter Tränen“ darum gebeten, nicht gewählt zu werden.

### Öffentliches Echo
Die Wahl von Benedikt XVI. wurde in den Medien unterschiedlich aufgenommen. Die traditionell deutschland- und katholizismuskritisch eingestellten britischen Boulevardzeitungen sahen Ratzinger besonders negativ als „Panzerkardinal“ oder „God’s Rottweiler“ und erhoben Vorwürfe gegen ihn, da er gemäß der am 25. März 1939 gesetzlich verordneten „Jugenddienstpflicht“ 1941 mit 14 Jahren zwangsweise in die Hitlerjugend aufgenommen wurde. Diese Nazi-Vorwürfe wurden umgehend von der Jerusalem Post zurückgewiesen. Die Bezeichnung „Papa Ratzi“ wird dagegen im Allgemeinen liebevoll gebraucht. Die türkische Presse sah in dem neuen Papst überwiegend einen „Feind der Türkei“. Bild titelte doppeldeutig patriotisch: „Wir sind Papst!“, auf der Titelseite der taz hingegen prangte auf schwarzem Hintergrund der Ausruf „Oh, mein Gott!“ Es gab neben skeptischen oder gar ablehnenden Stimmen aber auch viele, die angesichts der ersten Gesten im Amt dem „Bewahrer“ Ratzinger als Papst Benedikt XVI. auch durchaus versöhnlichere Töne zutrauten. Als Anzeichen hierfür wurden unter anderem die Namenswahl Benedikt als Hinweis auf den „Friedenspapst“ Benedikt XV. und den heiligen Benedikt als Schutzpatron Europas gesehen, aber auch die Gesten gegenüber der jüdischen Gemeinde und gegenüber den anderen christlichen Kirchen.